# Джуканович, Блажо
Блажо Джуканович (также Дюканович; серб. Блажо Ђукановић; 26 ноября 1883, Никшич — 17/19 октября 1943, монастырь Острог) — черногорский генерал, военный и политический деятель периода Второй мировой войны, четник-коллаборационист. С 1941 по 1943 год занимал пост премьер-министра марионеточного Королевства Черногория.

## Биография
Родился 26 ноября 1883 года в Никшиче. В 1907 году был приговорён к тюремному заключению и лишён звания за участие в «афере с бомбами». Пробыл в тюрьме до 1912 года.
Участвовал в Первой Балканской войне 1912 года и Первой мировой войне 1914 года в качестве рядового. За заслуги в боевых действиях ему было восстановлено звание в 1915 году. В 1915—1916 годах командовал штабом дивизии. После войны занимал должности командира Билецкого батальона и бригады.
В 1919 году участвовал в подавлении «Рождественского восстания» в качестве командира цетинской организованной молодёжи.
С 1923 года служил в югославской армии. До 1927 года — заместитель командира 32-го пехотного полка, в 1926—1932 годах — командир 38-го и 10-го пехотных полков, затем — командующий пехотой в Косовском военном округе. С 1936 года — заместитель командующего Моравским военным округом. С 1938 по 1941 год с незначительным перерывом являлся членом Высшего военного совета.
Сразу после мартовского переворота 27 марта 1941 года был назначен баном Зетской бановины по предложению Марко Даковича и оставался на этой должности до вторжения стран «Оси» в Югославию.
В 1941 году был избран командующим всеми силами четников-коллаборационистов на территории Черногории.
24 июля 1942 года по договорённости с итальянцами Джуканович возглавил Центральный националистический комитет Королевства Черногория. Согласно условиям договора, черногорские четники были легализованы и обязались оказывать помощь итальянцам в борьбе с партизанами, получая за это оружие, боеприпасы и зарплату. Черногория была разделена на три зоны, каждая из которых находилась под контролем четников: Байо Станишича, Павле Джуришича и Ловченской бригады зеленых Крсто Поповича.
Соглашение сделало Джукановича фактическим лидером Черногории, и он оставался во главе Комитета вплоть до самой своей гибели. После капитуляции Италии в сентябре 1943 года положение четников ухудшилось. 17 октября 1943 года, в монастыре Острог генерал Джуканович, вместе с Йованом Тошковичем сдался в плен югославским партизанам, предстал перед трибуналом, приговорён к смертной казни и был расстрелян.